# Chronologie de l'Isère
 (novembre 2008).
Si vous disposez d'ouvrages ou d'articles de référence ou si vous connaissez des sites web de qualité traitant du thème abordé ici, merci de compléter l'article en donnant les références utiles à sa vérifiabilité et en les liant à la section « Notes et références ».
L'article Chronologie de l'Isère recense les évènements qui ont marqué le territoire actuel du département de l'Isère.

Blason de l'Isère : Coupé ondé, au premier d’azur à la fasce ondée d’argent, au second d’or au dauphin d’azur crêté, barbé, loré, peautré et oreillé de gueules

## Préhistoire
De tout temps des hommes vécurent sur le territoire isérois:
- De 60 000 à 40 000 ans av. J.-C. : plusieurs outils de silex fabriqués selon la méthode Levallois démontre que des chasseurs-cueilleurs vivaient dans les piémonts (aux alentours de Vinay) en hiver et sur les plateaux de moyennes altitude en été (notamment sur le Vercors comme à Choranche).
- De 35 000 à 15 000 ans av. J.-C. : la glaciation de Würm empêcha les hommes de fréquenter une bonne partie du territoire isérois.
- De 14 000 à 12 000 ans av. J.-C. : après la fin de la glaciation, les trappeurs-chasseurs du magdalénien vinrent dans les massifs isérois pour chasser le cheval, le bison, le renne... Des traces de ces trappeurs-chasseurs furent trouvées dans le Vercors (notamment à Méaudre, à la Grotte Colomb et la Grotte de la Passagère et dans la vallée de Lans).

## Protohistoire
- Ve millénaire av. J.-C. : premières communautés sédentaires, apparition des premiers éleveurs-agriculteurs sur les bords des massifs de Chartreuse, du Vercors et autour du couloir rhodanien.
- 2 670 av. J.-C. : naissance du village néolithique à Charavines
- de 2 000 à 1 300 av. J.-C. : nombreux échanges avec les peuples de l'actuelle Allemagne, puis de l'Alsace et de la Suisse occidentale afin d'importer notamment des outils en bronze.
- de 1 300 à 1 100 av. J.-C. : apparition de bronzier autochtone (Allevard, Goncelin...)

## Antiquité
- IIIe siècle av. J.-C. : installation du peuple des Allobroges
- 218 av. J.-C. : selon certaines hypothèses, passage des Alpes par Hannibal
- 125 à 121 av. J.-C : à la suite des défaites des peuples Voconces et Allobroges, Rome incorpora  ces territoires à la province romaine de la Narbonnaise.
- 62 à 61 av. J.-C. : les Allobroges se révoltent dans l'avant-pays viennois. Cette révolte fut matée en 2 ans par Caius Pomptinus.
- 58 av. J.-C : passage de César dans les Alpes
- 58 à 51 av. J.-C. : les Allobroges s'associèrent aux romains lors de la guerre des Gaules
- 50 av. J.-C. : la cité de Vienna est promue colonie par Jules César.
- 43 av. J.-C. : première référence à une petite bourgade appelée Cularo, future Grenoble.
- 25 av. J.-C. : fondation de la colonie romaine d 'Aoste
- 69 : Lugdunum et Vienna, cités rivales.
- entre 286 et 293, Division du territoire de Vienne en trois cités : Genève, Grenoble et Vienne.
- 313 : Édit de Milan.
- 314 : Vienne a son premier évêque, suivi par Grenoble en 381.
- 381 : Cularo est renommée Gratianopolis en l'honneur de l'empereur Gratien.
- 468 : la ville de Vienne et mise à sac par les Burgondes.

## Le Moyen Âge
- Ve siècle : Fondation de la crypte Saint-Oyand à Grenoble.
- 524, 25 juin : Bataille de Vézeronce.
- 534 : fin du royaume burgonde.
- 880 : Siège de Vienne  par les rois de France, Louis III de France, Charles III le Gros et Carloman II
- 924 : la vallée du Rhône est dévastée par les Hongrois.
- 972 : derniers raids des Sarrasins dans les Alpes.
- ≃ 1000 : naissance de Guigues Ier d'Albon : premier Dauphin.
- 1016 : Guigues Ier d'Albon s'autoproclame comte.
- 1084 : édification de la Grande Chartreuse.
- Fin du XIe siècle : création de Saint-Antoine en Viennois.
- 1219 : à la suite d'un glissement de terrain les eaux de la Romanche formèrent un barrage instable qui céda, provoquant le «  déluge de Grenoble ».
- 1282 : début des guerres delphino-savoyardes.
- 1297 : Saint-Antoine est érigé en Abbaye chef d'ordre.
- 1325, 7 août : Bataille de Varey.
- 1333 à 1349 : règne du dernier dauphin de la dynastie de La Tour; Humbert II.
- 1337 : création du Conseil delphinal à Saint-Marcellin.
- 1339 : fondation de l’université de Grenoble.
- 1340 : transfert du conseil delphinal à Grenoble.
- 1348 : premier cas de peste noire en Dauphiné.
- 1349 : Humbert II vend le Dauphiné au roi de France.
- 1355 : le traité de Paris redéfinit les frontières entre Savoie et Dauphiné.

## Renaissance
- 1430 : Bataille d’Anthon et victoire des Dauphinois.
- 1453 : fondation à Grenoble du Parlement du Dauphiné.
- 1476 : naissance du chevalier Bayard.
- 1492 : première ascension du Mont-Aiguille par Antoine de Ville.
- 1516 à 1521 : Bayard devient lieutenant-général du Dauphiné.
- 1589 : Alphonse d'Ornano est promu lieutenant-général du Dauphiné.
- 1597 : François de Bonne de Lesdiguières, lieutenant-général du Dauphiné.
- XVIIe siècle : début de l'exploitation des houillères du Dauphiné (sur le plateau Matheysin), celle-ci dura jusqu'à la fin des années 1990.
- 1616-1619 : installation des religieuses de la Visitation à Grenoble après la venue de François de Sales.
- 1626 : décès de Lesdiguières.
- 1638-1658 : mise en place de la cour des aides de Vienne.
- 1661 : dernière assemblée du pays du Dauphiné.
- 1671-1707 : Étienne Le Camus, évêque de Grenoble.
- 1698 : Lettres patentes relatives au financement des travaux contre les torrents et rivières du Dauphiné[1].
- 1725, 11 février : naissance de Louis Mandrin.
- 1733 : inondation de Grenoble.
- 1774 : création des Affiches, Annonces et Avis divers du Dauphiné.
- 1788, 7 juin : à Grenoble, la Journée des Tuiles, cette journée est l'une des émeutes marquantes du début de la Révolution française.
- 1788, 21 juillet : faisant suite à la Journée des Tuiles, à Vizille se tint l'Assemblée des États du Dauphiné.
- 1789 : la société littéraire devient l’Académie Delphinale.
- 1789, juillet : Grande Peur
- 1790, 3 février : naissance de l'Isère par scission du Dauphiné en 3 départements : l'Isère, les Hautes-Alpes et la Drôme dont les chefs-lieux sont respectivement Grenoble, Gap et Valence.
- 1796, 26 octobre : création des archives départementales de l'Isère

## Époque contemporaine
- 1838 : fondation de la Société de statistique, des sciences naturelles et des arts industriels du département de l'Isère.
- 1844 : la bibliothèque municipale de Grenoble créé le « fond dauphinois ».
- 1852 : remaniement de la frontière entre les départements de l'Isère et du Rhône.
- 1883 : Marcel Deprez réalise une expérience afin de produire de l'électricité à partir de l'énergie hydraulique à Jarrie.
- 1888, 24 juillet : inauguration du Chemin de fer de la Mure.
- 1889 : création du Syndicat d'initiative de Grenoble et du Dauphiné.
- 1889 : le terme Houille Blanche est inventé par Aristide Bergès afin de désigner l'énergie hydroélectrique.
- 1906 : Hippolyte Müller fonde le musée dauphinois.
- 1917 : naissance de l'entreprise Neyrpic.
- 1925 : Exposition internationale de la houille blanche et du tourisme.
- 1940 : après la signature de l'armistice, les premiers résistants rejoignent le Maquis du Vercors.
- 1944, 26 mai : la ville de Grenoble est bombardée par les Alliés.
- 1944, 22 août : Libération de Grenoble après 12 mois d'occupation allemande
- 1945 : le quotidien Le Dauphiné libéré voit le jour.
- 1947 : premier Critérium du Dauphiné libéré.
- 1956 : création du centre d'étude nucléaire de Grenoble à l'initiative de Louis Néel.
- 1961, 10 juin : ouverture du premier planning familial de France à Grenoble.
- 1967 : l'entreprise Neyrpic est intégrée au groupe Alsthom.
- 1968, 6 février : ouverture des Xe Jeux olympiques d'hiver à Grenoble.
- 1971 : dernières modifications des limites départementales entre le Rhône et l'Isère.
- 1983 : création du musée de la Révolution française.
- 1992 : Merlin-Gerin est rachetée par Schneider Electric.
- 1994 : Mise en service de l'Synchrotron (ESRF : European Synchrotron Radiation Facility).
- 2006 : inauguration de Minatec à Grenoble, pôle de compétitivité mondial.